# Bombardamentul chimic asupra Sardasht
La 28 iunie 1987, Irakul a lansat ceea ce autoritățile iraniene credeau că ar fi bombe cu gaz muștar asupra Sardasht, in Azerbaidjanul de Vest, în două bombardamente separate, în patru zone rezidențiale. Numărul victimelor a fost estimat inițial la 110 de civili morți și 8000 de civili răniți. 
Dintr-o populație de 20.000 de locuitori, 25% suferă încă de boli grave din cauza acestor atacuri  Atacurile cu gaze au avut loc în timpul războiului Iran-Irak, când Irakul a folosit frecvent arme chimice împotriva civililor și soldaților iranieni.

## Responsabilii atacului
În aprilie 2004, Guvernul Statelor Unite ale Americii (SUA) a fost găsit de către Curtea Publică de la Teheran ca fiind responsabil pentru atacuri, din cauza sprijinului său anterior acordat guvernului lui Saddam Hussein. Guvernul SUA a fost obligat să plătească 600 de milioane de dolari despăgubiri pentru victime. 
Deoarece Sardasht nu era considerat o țintă militară, populația era atât neprotejată, cât și nepregătită pentru un asalt cu arme chimice. Locuind aproape de graniță și de frontul de război, cetățenii se obișnuiseră cu bombardamentele irakiene cu arme convenționale. Cu toate acestea, oamenii au spus mai târziu medicilor că nu știau că bombele purtau arme chimice și că, de fapt, la început, fuseseră ușurați când văzuseră că bombele nu explodaseră.

## Victimele
Din cauza direcției vântului, chiar și spitalul și centrul de convalescență au fost contaminate, iar puținii medici și asistenți care lucrau acolo au trebuit să plece. Două băi publice au fost folosite pentru decontaminarea victimelor și un mic stadion a fost transformat într-un centru medical de 150 de paturi. În primele câteva ore, au murit aproximativ 30 de persoane, în special copii mici și bătrâni, din cauza unor probleme respiratorii severe.
Din 12.000 de locuitori, conform rapoartelor oficiale, 8.000 au fost expuși. Din cei 4.500 care au necesitat îngrijiri medicale, 1.500 au fost spitalizați, dintre care 600 la Teheran. Celelalte 3.000 de persoane afectate au fost tratate ambulatoriu și apoi externate. Mulți dintre acești 3.000 de externați au părăsit orașul spre sate și au încercat să se trateze, folosind medicamente tradiționale sau alte metode. Acești oameni nu au înregistrări medicale ale expunerii lor și acum au dificultăți în a obține beneficii guvernamentale.
Printre cele 4.500 de victime care au necesitat asistență medicală au fost incluși și unii dintre salvatori.  Republica Islamică Iran a denunțat acest atac (chimic) împotriva Sardasht ca fiind un atac inuman și a numit Sardasht drept primul oraș care a fost victima armamentului chimic din lume, după bombardamentele atomice de la Hiroshima și Nagasaki . 
Victime până în 2007: 130 de persoane (109 civili, 21 militari și alte persoane) au murit în urma atacului cu gaz muștar pe bază de sulf asupra Sardasht, în iunie 1987. Douăzeci de oameni au murit în primele ore, zece în timpul evacuării în alte orașe, iar aproximativ o sută au murit în spitalele din Iran și Europa în luna următoare. Dintre civilii care au murit, 39 aveau vârsta sub 18 ani, inclusiv 11 sub 5 ani. Treizeci și patru de femei și fete au murit.  
Gazul muștar nu este considerat un agent letal, ci un agent incapacitant, cauzând doar 3-5% mortalitate. Mulți dintre cei 95% care au supraviețuit atacului cu gaze asupra Sardasht, au dezvoltat complicații grave pe termen lung în următorii câțiva ani, inclusiv probleme respiratorii grave, leziuni oculare, probleme ale pielii, precum și probleme ale sistemului imunitar.  
În 21 martie 1986, Consiliul de Securitate al Organizației Națiunilor Unite a declarat că membrii Consiliului erau „profund îngrijorați de concluzia unanimă a specialiștilor că armele chimice au fost folosite de mai multe ori de către forțele irakiene împotriva trupelor iraniene ... [și] membrii Consiliului condamnă cu tărie această utilizare continuă a armelor chimice, încălcând în mod clar Protocolul de la Geneva din 1925, care interzice utilizarea în război a armelor chimice "(S / 17911 și Add. 1, 21 martie 1986). Statele Unite au votat împotriva emiterii acestei declarații. 

## OIAC
După atacurile chimice oribile asupra Halabja⁠(d) și Sardasht, a fost activată Convenția privind armele chimice ca un tratat de control al armelor administrat de Organizația pentru Interzicerea Armelor Chimice (OIAC), o organizație interguvernamentală cu sediul la Haga.

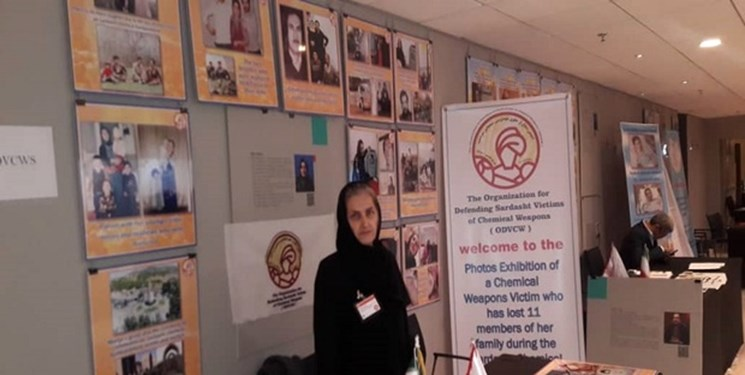
OIAC. Expoziția dedicată victimelor de la Sardasht

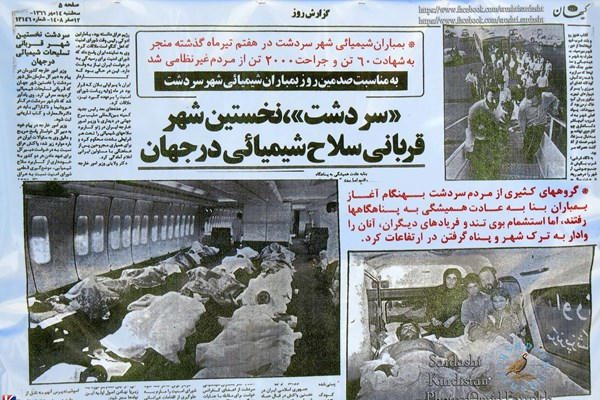
1987

## Sardasht și Hiroshima
În 28 iunie 2004, pentru comemorarea martirilor bombardamentelor chimice din Sardasht și aniversarea Zilei Naționale pentru lupta împotriva armelor chimice și biologice, una dintre străzile din Sardasht a fost numită Hiroshima. O delegație japoneză din Nagasaki și Hiroshima a participat la ceremonie. 111 porumbei albi au fost eliberați pe cer în memoria victimelor. În orașul Hiroshima, o stradă poartă numele de Sardasht, iar în fiecare an primarul din Hiroshima trimite un mesaj cu ocazia zilei de 28 iunie, iar un grup de ONG-uri iraniene care activează în domeniul dezarmării chimice călătoresc în Japonia pentru a participa la comemorarea bombardamentului de la Hiroshima. ONG-urile iraniene organizează, de asemenea, o expoziție anuală la Haga, în Olanda, colaborând cu asociațiile victimelor armelor de distrugere în masă din alte țări, și înființând un muzeu al păcii care se concentrează pe prezentarea efectelor armelor chimice, muzeu care aparține de Rețeaua internațională a muzeelor păcii; participă, de asemenea, la ceremoniile de comemorare a victimelor de la Hiroshima și Nagasaki din Japonia.  [ 